# Нуклеосома
Нуклеосома — это базовая структурная единица хроматина, обеспечивающая компактизацию ДНК в клетке. Представляет собой комплекс ДНК с гистоновыми белками H2А, H2B, H3 и H4, формирующих гетерооктамер. Последовательность нуклеосом, соединенная гистоновым белком H1, формирует нуклеофиламент, или иначе нуклеосомную нить.
Вокруг нуклеосомного ядра, представленного гистонным октамером, ДНК делает 1,67 оборота (147 п.н.). Суперспираль ДНК вокруг нуклеосомы левозакрученая, хотя сама спираль ДНК правозакрученная. Участок ДНК между нуклеосомами называется линкерной ДНК и составляет 10—100 п.н.
Сборка нуклеосомы происходит на ДНК. При репликации ДНК материнские гистоны распределяются случайным образом по дочерним цепям. Гистоновые шапероны временно экранируют положительный заряд гистонов, обеспечивая правильную сборку нуклеосомы. Шаперон CAF1 связан с PCNA, сидит в репликационной вилке, связывая «старые» димеры H3H4, начинает пострепликационную сборку нуклеосом с посадки этого димера.
Несмотря на то, что нуклеосома связывает ДНК независимо от последовательности, различные последовательности ДНК могут в 1000 раз отличаться по потенциалу связывать нуклеосому. Если подряд следуют последовательности, изгибающие ДНК в одну сторону (например, ТАТА), связывание нуклеосомы будет неустойчиво.
В геноме присутствуют:
- участки, свободные от нуклеосом (открытый хроматин: сайты связывания транскрипционных факторов, регуляторных белков);
- участки, где положение нуклеосомы строго фиксировано (например, старт транскрипции многих генов);
- участки, в которых нуклеосомная укладка подвержена регуляции белками АТФ-зависимого ремоделинга хроматина.

## Сборка нуклеосом
процесс формирования нуклеосом различается в зависимости от физиологического процесса, происходящего в клетке:

### 1. Во время репликации ДНК
При репликации ДНК материнские нуклеосомы разрушаются, а их гистоны перераспределяются между дочерними цепями.

#### Механизм
– Диссоциация материнских нуклеосом: Репликативная вилка вызывает распад гистоновых октамеров на тетрамеры H3-H4 и димеры H2A-H2B. Эти компоненты смешиваются с новосинтезированными гистонами в общем пуле.
Роль CAF-1: Белок CAF-1 связывается с PCNA — субъединицей реплисомы, что обеспечивает его локализацию в области вилки. CAF-1 доставляет тетрамеры H3-H4 к дочерним цепям, начиная сборку на расстоянии ~600 п.н. за вилкой. Таким образом, сборка  нуклеосом происходит в результате случайного распределения, где «старые» (материнские) и новые гистоны случайным образом комбинируются в дочерних нуклеосомах, что подтверждается экспериментами с мечеными гистонам
Последовательность присоединения:
1. Сначала тетрамер H3-H4 связывается с ДНК при участии CAF-1.
2. Затем добавляются димеры H2A-H2B, завершая формирование октамера.

### 2. Независимо от репликации
– In vitro:
- Октамерный путь: готовый гистоновый октамер связывается с ДНК.
- Постепенный путь: последовательное присоединение тетрамера H3-H4 и димеров H2A-H2B.

– In vivo:
- АТФ-зависимые ремоделеры (например, SWI/SNF) регулируют позиционирование нуклеосом7.
- Альтернативные шапероны (HIRA) участвуют в сборке на транскрибируемых участках

#### Таким образом, ключевыми факторами в сборке нуклеосом являются
– Шапероны (CAF-1, Asf1, NAP-1), которые экранируют положительный заряд гистонов, предотвращая их агрегацию.
– PCNA: обеспечивает локализацию CAF-1 в репликативной вилке.
– Пострепликационный контроль: случайное распределение «старых» и «новых» гистонов между дочерними цепями.

#### **Особенности in situ
Методы сборки нуклеосом на специфических участках ДНК (например, с использованием экстрактов клеток) позволяют регулировать плотность нуклеосом и изучать их влияние на транскрипцию.
Процесс строго зависит от последовательности ДНК: участки с высоким содержанием AT (например, TATA-боксы) чаще остаются свободными от нуклеосом.